# Domenico Di Carlo
Domenico Di Carlo, genannt Mimmo (* 23. März 1964 in Cassino, Italien) ist ein ehemaliger italienischer Fußballspieler und heutiger -trainer. Er spielte unter anderem für Vicenza Calcio, die US Palermo und die US Lecce und trainierte unter anderem die AC Mantova, den FC Parma, Sampdoria Genua sowie dreimal Chievo Verona.

## Spielerkarriere
Als Spieler war Domenico Di Carlo für diverse Vereine aktiv. Die längste Zeit spielte er im Trikot von Vicenza Calcio, das er von 1990 bis 1999 neun Jahre lang trug. In Vicenza zeigte er sich auch am Erfolgreichsten, er gewann mit den Biancorossi in der Saison 1996/97 unter Trainer Francesco Guidolin, dem späteren Coach von Udinese Calcio, die Coppa Italia im Endspiel gegen die SSC Neapel. Nachdem das Hinspiel im Stadio San Paolo von Neapel mit 0:1 verloren gegangen war, konnte Vicenza im heimischen Stadio Romeo Menti einen 3:0-Erfolg nach Verlängerung erzielen, was den Pokalsieg zur Folge hatte. Durch den Gewinn der Coppa Italia spielte Domenico Di Carlo mit Vicenza Calcio in der Folgesaison im Europapokal der Pokalsieger, wo man nach Siegen über Legia Warschau aus Polen, Schachtar Donezk aus der Ukraine und Roda JC Kerkrade aus den Niederlanden das Halbfinale erreichte, dort aber am FC Chelsea aus England scheiterte, der wenig später gegen den deutschen Vertreter VfB Stuttgart den Europapokal der Pokalsieger 1997/98 holte.
Auch im Ligabetrieb war Domenico Di Carlo mit Vicenza Calcio durchaus erfolgreich. Er schaffte mit dem Verein den Sprung von der drittklassigen Serie C1 in die Serie A und erlangte in der ersten Liga dreimal den Klassenerhalt, ehe man in der Saison 1998/99 wieder absteigen musste. Bis zu diesem Zeitpunkt hatte Di Carlo 268 Ligaspiele für Vicenza Calcio gemacht und dabei im Rahmen der ersten, zweiten und dritten italienischen Fußballliga neun Tore erzielt. Nach dem Abstieg 1999 verließ er Vicenza und ging zur US Lecce, wo er nur sporadisch eingesetzt wurde und schon bald nach Livorno zum dortigen Drittligisten AS Livorno wechselte, wo er ein Jahr spielte und daraufhin seine Laufbahn beim FC Südtirol ausklingen ließ.

## Trainerkarriere
Nach dem Ende seiner Laufbahn als aktiver Fußballspieler wurde Domenico Di Carlo zunächst Jugendtrainer seines alten Vereins Vicenza Calcio. Das Primavera-Team von Vicenza Calcio coachte er von 2001 bis 2003. In letztgenanntem Jahr unterzeichnete er einen Kontrakt beim Viertligisten AC Mantova, den er sogleich in seiner ersten Saison als verantwortlicher Trainer in die Serie C1 führte. Dies wurde erreicht durch einen ersten Platz in der Serie C2 2003/04 Girona A mit einem Punkt Vorsprung auf die US Cremonese. Zusammen mit Cremonese schaffte Mantova in der folgenden Drittligasaison den direkten Durchmarsch von der vierten in die zweite Liga. Nachdem man Zweiter hinter Cremona wurde, absolvierte man die Playoff-Spiele um den Aufstieg mit Erfolg, gewann gegen Frosinone Calcio und den AC Pavia und stieg schließlich nach 32 Jahren wieder in die Serie B auf. Auch im dritten Jahr unter Trainer Domenico Di Carlo setzte der AC Mantova seine Erfolgsserie fort und belegte nach Ablauf aller Spieltage den vierten Rang in der Serie B 2005/06, erst in den Aufstiegsplayoffs scheiterte man im Endspiel am FC Turin nur aufgrund der Tatsache, dass die Turniere in der Endtabelle einen Platz besser waren als Mantua und somit bei einem Unentschieden – es stand nach Hin- und Rückspiel 5:5 – weiter kamen, und verpasste damit den Aufstieg nur knapp. Nicht ganz oben mitspielen konnte der AC Mantova in der Serie B 2006/07, die als wohl bestbesetzte Zweitligasaison aller Zeiten gilt (mit Juventus Turin, dem SSC Neapel, dem CFC Genua, dem FC Bologna und Hellas Verona spielten fünf ehemalige italienische Meister zweitklassig), wurde man Achter.
Nach Ende der Saison 2006/07 verließ Domenico Di Carlo den AC Mantova und wurde neuer Trainer beim FC Parma. Mit dem dreimaligen Europapokalsieger lief es für Di Carlo jedoch weniger gut und man spielte gegen den Abstieg. Als sich die Ergebnisse der Parma-Mannschaft im Frühjahr 2008 verschlechterten, entließ die Klubführung Trainer Domenico Di Carlo am neunten März 2008 nach einer 1:2-Niederlage gegen Sampdoria Genua. Doch auch Di Carlos Nachfolger in Parma, der Argentinier Héctor Cúper, konnte den erstmaligen Abstieg des Vereins aus der Serie A nicht verhindern. Nach einem halben Jahr ohne Anstellung wurde Domenico Di Carlo am vierten November 2008 in Nachfolge des entlassenen Giuseppe Iachini neuer Trainer von Chievo Verona, das er als Aufsteiger in die Saison gestartet vor dem Abstieg bewahrte und am Ende der Serie A 2008/09 den sechzehnten Tabellenrang belegte. Zwei Plätze weiter oben rangierte Chievo nach Abschluss der Folgesaison, wobei man die fünftbeste Abwehr der gesamten Serie A stellte, allerdings auch den zweitschlechtesten Angriff mit nur 37 Saisontoren in 38 Spielen. Allerdings wurde der Klassenerhalt mit neun Punkten Vorsprung auf den ersten Absteiger Atalanta Bergamo sicher geschafft.
Im Sommer 2010 trennten sich die Wege von Chievo Verona und Domenico Di Carlo. Er unterschrieb einen Vertrag bei Sampdoria Genua.  Mit dem Vorjahresvierten startete er in der Qualifikation zur UEFA Champions League 2010/11, unterlag aber dem deutschen Vertreter Werder Bremen. Dennoch war man für die Europa League startberechtigt, wo allerdings das Ausscheiden bereits in der Gruppenphase als Dritter hinter der PSV Eindhoven aus den Niederlanden und Metalist Charkiw aus der Ukraine sowie vor dem ungarischen Vertreter VSC Debrecen kam. Auch im Ligabetrieb spielte Sampdoria unter Di Carlo eine schlechte Saison. Nachdem die Hinrunde noch passabel abgeschlossen wurde, gab die Vereinsführung in der Wintertransferperiode die beiden Topstürmer Antonio Cassano und Giampaolo Pazzini an den AC Mailand beziehungsweise an Inter Mailand ab, was zu schlechter werdenden Leistungen und dem Abrutschen in die Abstiegsregionen führte. Am siebten März 2011 trennte sich Sampdoria von Domenico Di Carlo nach einer 2:3-Niederlage gegen Abstiegskandidat AC Cesena und nominierte Alberto Cavasin als neuen Coach. Doch auch dieser konnte den Abstieg von Sampdoria nicht verhindern.
Zur Saison 2011/12 wurde Domenico Di Carlo zum zweiten Mal als Trainer von Chievo Verona vorgestellt und beerbte Stefano Pioli, der zur US Palermo wechselte. In seiner ersten Saison wieder in Verona führte Di Carlo Chievo in der Endabrechnung auf den zehnten Platz und damit zum sicheren Klassenerhalt. Zu Beginn der Spielzeit 2012/13 lief es allerdings weniger gut für die Norditaliener. Nach einem anfänglichen 2:0-Erfolg gegen den FC Bologna folgten fünf Niederlagen am Stück. Zwei Tage nach einer 1:4-Niederlage beim ebenfalls im Tabellenkeller sich befindenden US Palermo wurde Domenico Di Carlo bei Chievo Verona entlassen. Sein Nachfolger wurde Eugenio Corini, einst Spieler bei Chievo, als der Verein unter Trainer Delneri seine erfolgreichsten Jahre erlebte.
In der Winterpause der Saison 2013/14 wurde er neuer Trainer der AS Livorno. Nach seiner Entlassung folgten Stationen bei der AC Cesena, Spezia Calcio sowie Novara Calcio. Am 13. November 2018 kehrte Di Carlo zum dritten Mal auf die Trainerbank bei Chievo Verona zurück, wo er den wegen Erfolglosigkeit zurückgetretenen Gian Piero Ventura ablöste. Von 2019 bis 2021 war Di Carlo Trainer von L.R. Vicenza Virtus sowie von 2022 bis 2023 von Pordenone Calcio. 2023 erfolgte noch ein kurzes Engagement als Trainer von SPAL Ferrara.

## Erfolge

### Als Spieler
- Meister der Serie C2: 1987/88
- Aufstieg in die Serie B: 1992/93
- Aufstieg in die Serie A: 1994/95
- Italienischer Pokalsieger: 1996/97

### Als Trainer
- Meister der Serie C2: 2003/04
- Aufstieg in die Serie B: 2004/05
- Meister der Serie C: 2019/20